# Paratypothorax
Paratypothorax is een geslacht van uitgestorven aetosauriërs, bekend van de enige soort Paratypothorax andressi, ook wel bekend als Paratypothorax andressorum. Het was een wijdverbreid lid van de groep die werd aangetroffen in Duitsland, Noord-Amerika en mogelijk delen van Gondwana. De beste exemplaren komen uit Duitsland, hoewel ze meer dan een eeuw lang ten onrechte werden beschouwd als een phytosauriërpantser. Paratypothorax was een grote en breed gebouwde aetosauriër, evenals de naamgenoot van de stamklade Paratypothoracisini.

## Beschrijving
Paratypothorax bezit paramediane schubben die breed en riemachtig zijn en groeven en putjes hebben die radiale patronen vormen. Net zoals Typothorax, dragen de laterale schubben grote stekels die naar achteren haakvormig zijn. De achterkant van elke schub wordt overlapt door een vooruitstekende knobbel.

## Ontdekking en verspreiding
Paratypothorax werd voor het eerst bekend van exemplaren verzameld in het Heslach-gebied bij Stuttgart in Duitsland. Deze zijn afkomstig uit de Stubensandstein (ook bekend als de Löwenstein-formatie), een geologische formatie uit het Midden-Norien. Heslach heeft ook veel fossielen opgeleverd van de kleinere aetosauriër Aetosaurus. Het holotype ofwel type-exemplaar van Paratypothorax, SMNS 5721, bestaat uit een reeks scharnierende osteodermen naast een paar botten van het bekken en de ledematen. Grote osteodermen van Paratypothorax werden lange tijd verkeerd geïnterpreteerd als phytosauriërpantser en toegewezen aan Belodon. Onder dit voorheen verkeerd geïdentificeerde materiaal bevindt zich SMNS 19003, een fossiel dat in 1945 werd opgegraven in de Schlipf-steengroeve bij Murrhardt. Verdere onderzoek onthulde dat SMNS 19003 een compleet skelet was met een goed bewaard gebleven schedel en een volledig gearticuleerd schild. Paratypothorax werd voor het eerst erkend als een aetosauriër in 1953 en werd in 1985 als een nieuw geslacht benoemd.
In 1992 werden Paratypothorax-fossielen voor het eerst geïdentificeerd in de Chinle-formatie in het zuidwesten van de Verenigde Staten. Het geslacht is gevonden in het Sonsela-afzetting van het Petrified Forest National Park in Arizona, evenals in de Bluewater Creek-formatie in het westen van New Mexico. Het is ook algemeen in lagen van de Dockum Group verder in het oosten van New Mexico en Texas. Osteodermen van Paratypothorax zijn ook gemeld van de Fleming Fjordformatie uit het Norien van Groenland, de Zarzaitine Series van Algerije en verder is er een niet bevestigd voorkomen in India.